# La segunda noche
La segunda noche é um filme mexicano, produzido em 1999 e lançado em 2001.

## Elenco
- Mariana Ávila.... Susana
- Irán Castillo.... Rosalía
- Francesca Guillén.... Lulú
- Sherlyn.... Laura
- Osvaldo Benavides.... Alfonso
- Archie Lafranco.... Javier
- Juan Ángel Esparza.... Mauricio
- Mauricio Armando.... Pablo
- Marco Valdés.... Felipe
- Luz María Jerez.... Jacqueline
- Adriana Barraza.... Consuelo
- David Ostrosky.... Saúl
- Nando Estevané.... Ricardo
- Bárbara Guillén.... Estela
- Andrea Legarreta.... Farmacêutica
- Luis Cárdenas.... Julio
- Juan Carlos Serrán.... Archi
- Yuriria del Valle.... Cristina
- Ingrid Martz.... Asistente do diretor